# Mariendorfer Damm
Mariendorfer Damm, lokalt även förkortat Ma-Damm, är en 4,3 kilometer lång infartsgata i södra Berlin som leder genom stadsdelen Mariendorf i nord-sydlig riktning. Gatan utgör en del av Bundesstrasse 96 längs hela sin sträckning.

## Sträckning
Mariendorfer Damm börjar i norr vid Ullsteinhaus där Tempelhofer Damm övergår i Mariendorfer Damm efter att ha korsat Teltowkanalen. Den fortsätter rakt söderut genom Mariendorf till korsningen med Buckower Chaussee och Marienfelder Chaussee, där den övergår i Lichtenrader Damm. Med undantag för gatans norra ände vid husen 1-4, som ligger i stadsdelen Tempelhof, och husen 420-446 respektive 417- 447, som ligger i stadsdelarna Lichtenrade respektive Buckow, genomkorsar gatan stadsdelen Mariendorf från norr till söder. Tunnelbanelinjen U6 går från Tempelhofer Damm under gatans norra del fram till Alt-Mariendorf, där linjens ändstation ligger. Här finns även tunnelbanestationen Westphalweg.

## Historia
Gatan kallades från 1901 till 1949 Chausseestrasse, och delen söder om Alt-Mariendorf kallades mellan 1921 och 1949 Lichtenrader Chaussee. Sedan 1949 har gatan sitt nuvarande namn och sin nuvarande sträckning. Innan Tempelhofer Damm fick sin nuvarande beteckning kallades den Berliner Strasse, och räckte då ända till stadsdelsgränsen mellan Tempelhof och Mariendorf i höjd med Ullsteinhaus. I samband med att Tempelhofer Damm respektive Mariendorfer Damm etablerades som nya gatunamn på de gator som tidigare kallades Berliner Strasse respektive Chauseestrasse drogs gränsen mellan dem om ett kvarter norrut vid Stubenrauchbrücke, så att gatunumreringen för Mariendorfer Damm idag börjar vid kanalen.
Omkring 1930 beslutades att den del av Reichsstrasse 96 som gick genom Berlin skulle anslutas till den planerade motorvägsringleden omkring Berlin. Av denna anledning byggdes gatan ut till sexfilig trafikled söder om Alt-Mariendorf, med en mittremsa för spårvägen. Mittremsan slutar först vid Goethestrasse i Lichtenrade. Sedan spårvägen lades ner bedrivs kollektivtrafiken söder om tunnelbanans ändhållplats vid Alt-Mariendorf med bussar.

## Kända byggnader och platser vid Mariendorfer Damm
- Ullsteinhaus
- Relief av Johan II av Brandenburg på husfasad i korsningen med Markgrafenstrasse. Denna är en avbildning av statyn som tidigare stod i Siegesallee.
- Alt-Mariendorf, Mariendorfs historiska bygata med många kulturminnesskyddade 1800-talsbyggnader.
- Volkspark Mariendorf
- Mariendorfs bykyrka
- Christuskirchhof vid Mariendorfer Damm 225–227
- Trabrennbahn Mariendorf vid korsningen med Pilatusweg
- Den tidigare Freibergsches Restaurant vid Mariendorfer Damm 117–121